# Neochanna diversus
Neochanna diversus је зракоперка из реда Salmoniformes и фамилије Galaxiidae. 

## Угроженост
Подаци о распрострањености ове врсте су недовољни.

## Распрострањење
Нови Зеланд је једино познато природно станиште врсте.

## Станиште
Станишта врсте су мочварна и друга слатководна подручја.